# Harttiella
Harttiella – rodzaj słodkowodnych ryb sumokształtnych z rodziny zbrojnikowatych (Loricariidae).

## Zasięg występowania
Północno-wschodnia część Ameryki Południowej: Gujana Francuska i Surinam.

## Klasyfikacja
Gatunki zaliczane do tego rodzaju:
- Harttiella crassicauda
- Harttiella intermedia
- Harttiella janmoli
- Harttiella longicauda
- Harttiella lucifer
- Harttiella parva
- Harttiella pilosa

Gatunkiem typowym jest Harttia crassicauda (=Harttiella crassicauda).